# Клевчуцький Юхим
 Юхим (Б. Юрій) Клевчуцький — (†1939) — після визвольних змагань 1920 р. був інтернований в Каліші (в Польщі) де в Пластовій школі вивчив гру на бандурі в М. Теліги. В 1923 р. переїхав в Прагу. Учасник Празької капели бандуристів. Продовжував удосконалювати гру на бандурі у В. Ємця. Після закінчення української гімназії закінчив студії в Педагогічному Інституті ім. М. Драгоманова в Празі. По студії поїхав вчителювати в Бережани.— Вчитель З. Штокалка. Вступив до дивізії. Помер в Закарпатті під час війни.